# Friedrich Valentin
Friedrich Valentin (* 25. Januar 1752; † 16. April 1819) war Hofbildhauer des Fürsten von Waldeck in Arolsen und Helsen.
Bei dem aus Nürnberg stammenden Arolsener Hofbildhauer Markus Christoph Krau (um 1722–1785) ging Johann Christian Friedrich Valentin in die Lehre. Anschließend sandte ihn Fürst Friedrich von Waldeck auf eine mehrjährige Studienreise nach England, wo er den dort aufkommenden Klassizismus kennenlernte. Wieder in der Heimat, schwärmte er für die Schönheit der Bildwerke Londons und der Grabmäler der Westminster Abbey. Er trat die Nachfolge von Krau als Hofbildhauer an, was einen künstlerischen Übergang vom Rokoko hin zum Klassizismus bedeutete, wie im antikisierenden Wandgrab für die Hofdame der Fürstin Christiane, Caroline von Haacke († 1786), deutlich wird. Anfang der 1790er Jahre verlegte Valentin seine Werkstatt von Arolsen in das nördlich gelegene Nachbardorf Helsen.
Am 1. Oktober 1790 begann der 13-jährige Christian Daniel Rauch aus Arolsen eine Lehre bei Valentin. Dort lernte er die Lehrlinge Christian Philipp Wolff aus Helsen und William Gobert kennen. Als die Arbeit in der Werkstatt mangels Aufträgen wiederholt stockte, verließ sie Rauch 1794.
Friedrich Valentin arbeitete in Holz und Stein. Im Arolser Umkreis finden sich einige seiner Marmor- und Sandsteingrabmäler, unter anderem stehen auf dem Alten Friedhof in Bad Arolsen einige seiner Denkmäler. Zu seinen weiteren Werken zählen Kamine und Skulpturen im Schloss Arolsen und dessen Park, die figürlichen und ornamentalen Schnitzereien im Festsaal des Schreiberschen Hauses (Schloßstraße 24, Bad Arolsen), sowie ähnliche Dekorationen im Musiksaal des bei Marburg gelegenen Schlosses Schönstadt.